# Norie Saitō
Norie Saitō (jap. 斎藤紀江 Saitō Norie; ur. 24 października 1978) - japońska zapaśniczka w stylu wolnym. Trzykrotna uczestniczka mistrzostw świata, piąta w 2003. Mistrzyni Azji w 2003 i 2004. Trzecia w Pucharze Świata w 2003; piąta w 2002; szósta w 2004. Druga w Pucharze Azji w 2003 roku.